# Gypsícola
En Botánica se llama gypsícola o gipsícola a la planta con preferencia por los suelos o rocas yesosos o yesíferos. Este tipo de planta se llama gipsofito. Del griego γυψοϛ gypsum (‘yeso’), y del latín incola, sufijo -cola/-colus (‘habitante’).

## Ejemplos de plantas gypsícolas
- Campanula fastigiata
- Chaenorhinum grandiflorum
- Euzomodendron bourgeanum
- Gypsophila struthium
- Helianthemum almeriense
- Helianthemum alypoides
- Helianthemum squamatum
- Narcissus tortifolius
- Sedum gypsicola
- Teucrium turredanum
- Thymus gypsicola

## Vegetación gypsícola
- De estrato herbáceo, que constituyen la alianza Sedo-Ctenopsion gypsophilae o Stipion capensis.
- Tomillares o matorrales abiertos, como las encuadradas en el Orden Gypsophiletalia.

### Enlaces relacionados
- MMA, Estepas yesosas de la Alcarria Conquense, Lugares de la Red Natura 2000, Cuenca, España.

- Datos: Q5890275